# Joseph Benedict
Joseph Franz Stephan Benedict (seit 1873 Edler von Mautenau; * 23. März 1809 in Straßburg-Stadt, Kärnten; † 17. Februar 1880 in Wien) war ein österreichischer Jurist und Politiker.
Nach einem Studium der Rechtswissenschaft in Wien und Padua zwischen 1827 und 1832 wurde Benedict 1835 promoviert. Er war Hof- und Gerichtsadvokat zunächst in Wien, seit 1849 in Mauer bei Wien. 
Benedict war vom 1. Juli 1848 bis 13. April 1849 Mitglied der Frankfurter Nationalversammlung für den 5. Wahlkreis Kärnten in Spittal an der Drau. Er war Mitglied der Casino-Fraktion und lehnte die Wahl des preußischen Königs Friedrich Wilhelms IV. zum Kaiser ab.
Joseph Benedict wurde von Kaiser Franz Joseph I. am 8. August 1873 in den österreichischen Adel mit „Edler von Mautenau“ erhoben.